# 白骨玉米捲管螺
白骨玉米捲管螺（学名：Inquisitor zonata）为捲管螺科玉米捲管螺屬下的一个种。

## 外部連結
- 維基物種上的相關：白骨玉米捲管螺